# Bautista Saavedra Mallea
Pour les articles homonymes, voir Saavedra.
Saavedra     Mallea  est un nom espagnol. Le premier nom de famille, en général paternel, est  Saavedra ; le second, en général maternel, souvent omis, est  Mallea.
Bautista Saavedra Mallea, surnommé el cholo Saavedra, né le 30 août 1870 à Sorata, La Paz, en Bolivie, et mort le 1er mai 1939 à Santiago, au Chili, est un avocat, professeur universitaire, sociologue, journaliste, homme d'État et diplomate bolivien. 
Il préside la Junte de Gouvernement de 1920 à 1921 puis il devient président de la Bolivie du 28 janvier 1921 jusqu'au 3 septembre 1925.

## Biographie

### Jeunesse et études
Bautista Saavedra est né le 30 août 1870 dans la localité de Sorata du département de La Paz en Bolivie. Il a fait ses études primaires et secondaires dans son village natal. Il a continué avec des études supérieures en droit. Il devient  avocat à 26 ans à La Paz en 1896. Dans le même temps, Saavedra se consacre aussi à l'enseignement en tant que professeur agrégé de droit pénal à l'université de La Paz. Il a aussi étudié la sociologie et la diplomatie, ce que lui a permis rechercher dans les archives de Séville sur le passé colonial bolivien.
Il a rejoint le parti constitutionnel d'Aniceto Arce, mais il s'est tourné vers des positions plus libérales, ce qui lui a valu d'être nommé ministre de l'Instruction du gouvernement d'Eliodoro Villazón. Une fois cette fonction terminée, il est successivement élu comme député et sénateur lorsqu'il militait dans le libéralisme. 

### Gouvernement de transition (1920-1921)
Avec d'autres hommes politiques, il fonde le Parti républicain en 1915, se séparant définitivement des libéraux. Il est le dirigeant du coup d'État du 13 juillet 1920 qui fait tomber le président constitutionnel José Gutiérrez Guerra et installe une junte de transition. Il en est membre avec José María Escalier et José Manuel Ramírez, hommes politiques républicains de premier plan.
Ce Conseil a convoqué des élections pour une assemblée constituante, dont la tâche serait de réformer la Constitution. La nouvelle assemblée, dans laquelle les partisans de Saavedra étaient en majorité, a commencé à siéger le 19 décembre 1920. Escalier et Ramírez se sont opposés à la politique de Saavedra et ont quitté le Conseil de direction en présentant leurs candidatures à la présidence. L'élection du président de la Bolivie a eu lieu à l'Assemblée le 26 janvier 1921. L'opposition s'est retirée de la chambre, considérant que le vote était réglé. Saavedra, a été élu avec 47 voix pour et une contre. Il a cinquante ans à l'époque.
Cette élection a conduit à une scission dans le Parti républicain entre les vrais républicains et les socialistes.

### Président de la Bolivie (1921-1925)
Bautista Saavedra est arrivé au gouvernement lorsqu'il avait 51 ans. Il a entamé ses fonctions en tant que président de la Bolivie le 28 janvier 1921. 
Pendant son gouvernement, la journée de travail à huit heures est établie; le droit de grève et le droit au travail des femmes et des enfants ont été réglementés; la loi sèche à propos de la production et la vente d'alcool a été adoptée. La Federación Obrera del Trabajo, maintenant connue sous le nom de COB, est créée pour représenter les mineurs, les ouvriers d'usine, les cheminots et les enseignants. Il a gouverné au milieu de la pression et d'une main de fer. Il a connu une crise économique aiguë qui l'a conduit à prendre le crédit Stiffel Nicolaus, très critiquée. Il a complété plusieurs sections du chemin de fer, construit des autoroutes et développé l'infrastructure urbaine de La Paz.
Sur le plan international, il entretient de bonnes relations avec le Pérou, surmontant ainsi la montée en tension qui se produit en mars 1920, à la suite d'une demande que le gouvernement précédent de Gutiérrez Guerra a faite à la Société des Nations, de demander la reddition D'Arica (alors port péruvien sous administration temporaire du Chili), comme compensation à la perte de son littoral. Pour sa part, le Chili est alarmé par l'arrivée au pouvoir du Parti républicain en Bolivie, l'une de ses propositions étant le relèvement de la côte bolivienne. En réponse à la demande du gouvernement chilien de définir sa politique internationale, Saavedra a répondu qu'il ne céderait pas à la revendication côtière et que le ministère bolivien des Affaires étrangères tenterait par un processus juridique. Il a présenté une nouvelle demande à la Société des Nations, qui n'a pas réussi.
Lorsque son mandat constitutionnel a été accompli, il a appelé à des élections, mais elles ont été annulées. Le 3 septembre 1925, il remet le commandement de la nation au président du Congrès national, Felipe Segundo Guzmán, qui était chargé de la convocation de nouvelles élections. Le politicien républicain Hernando Siles Reyes est ainsi élu. Il signe un document d'engagement avec l'ancien président, acceptant sa tutelle et admettant son frère, Abdón Saavedra, comme vice-président.  

### Après la présidence
Bautista Saavedra se rend en Europe en tant que ministre plénipotentiaire en Suisse, en Belgique et aux Pays-Bas. Quand il a appris que le président Siles Reyes avait rompu son accord en bannissant son frère Abdón, il décide de retourner en Bolivie, mais il n'est pas été autorisé à entrer sur le territoire. Il a doit donc retourner en exil.
En 1931, il est autorisé à retourner en Bolivie et rejoint le Parti républicain de Daniel Salamanca Urey. Il a participé activement aux problèmes du Chaco lors de la guerre avec le Paraguay. À la suite du coup d'État militaire de 1936 du colonel David Toro, Saavedra doit repartir en exil, cette fois au Chili, où il mourut.
Bautista Saavedra meurt le 1er mai 1939 dans la ville de Santiago à l'âge de 68 ans.

### Contribution à la sociologie bolivienne
Bautista Saavedra est l'un des premiers introducteurs du positivisme en sociologie en Bolivie.
Une fois ses études de droit terminées, il entre dans la Société Géographique, un espace qui lui permet d'approfondir et de mener ses études sur la réalité sociale bolivienne. En 1903, il publie Orígenes del Derecho Penal y su historia, le premier livre qui expose la doctrine du positivisme d'Herbert Spenceri dans son pays.
À la suite de ses recherches à la Société géographique, il publie plus tard El Ayllu, une étude ethnologique qui lui vaut de devenir l'une des plus hautes autorités en sociologie en Bolivie. Saavedra se demande comment l'ayllu était une grande institution à l'époque précolombienne. Le livre a été un précurseur d'un grand débat sur le déclin de l'amérindien et son rôle dans la société bolivienne, un débat dans lequel ses contemporains Alcides Arguedas, Franz Tamayo et Manuel Rigoberto Paredes ont participé.
Dans les dernières années du libéralisme, Saavedra a publié Democracia en nuestra Historia (1919), un livre franchement nihiliste, qui exprime un profond pessimisme sur l'avenir de la société bolivienne et tout progrès du spencerisme.